# Lucia Quinciani
Lucia Quinciani (c. 1566, fl. 1611) est une compositrice italienne. Elle est la plus ancienne femme publiée connue pour compositrice de monodie. Elle n'est connue que par une composition, arrangée de Udite lagrimosi spirti d’Averno, udite de Il pastor fido de Giovanni Battista Guarini trouvé dans Affetti amorosi (1611) de Marcantonio Negri (en). Negri parle d'elle comme une de ses étudiantes. Elle pourrait avoir travaillé à Venise ou à Vérone.